# Flughafen Nizza Côte d’Azur

i7
i11
i13
Der Flughafen Nizza Côte d’Azur (französisch Aéroport Nice Côte d’Azur, IATA-Code: NCE, ICAO-Code: LFMN) ist ein internationaler Verkehrsflughafen sieben Kilometer westlich von Nizza an der Côte d’Azur. Er ist in Bezug auf die Anzahl der Flugbewegungen nach Paris-Charles de Gaulle und Paris-Orly der drittgrößte Flughafen Frankreichs und hat auch für Monaco Bedeutung. 2019 fertigte der Flughafen 14,48 Millionen Passagiere ab. Nach einem pandemiebedingtem Rückgang waren es 2024 wieder 14,75 Millionen Passagiere.

## Lage und Verkehrsanbindung
Der größte Teil des Geländes der südlicheren Landebahn wurde durch Landgewinnung und Erdaufschüttungen der vergleichsweise flachen Baie des Anges (Engelsbucht) abgewonnen. Der Fluss Var und dessen Mündung ins Mittelmeer befinden sich unmittelbar westlich vom Flughafengelände.

### Bahn
Der dem Flughafen am nächsten liegende Bahnhof ist Nice-Saint-Augustin, der in weniger als 400 Meter Entfernung nördlich vom Terminal 1 an der Bahnstrecke Marseille–Ventimiglia liegt. Er befindet sich seit September 2022 an dieser Stelle, nach einer Verlegung um einige hundert Meter westwärts gegenüber dem ehemaligen Standort. Nahverkehrszüge des TER Provence-Alpes-Côte d’Azur (TER PACA) in Richtung Nizza oder in Richtung Cannes fahren tagsüber im Taktabstand von höchstens 30 Minuten ab. Es besteht eine Verknüpfung von Bahn, Straßenbahn, Nah- und Fernverkehrsbuslinien.

### Straßenbahn

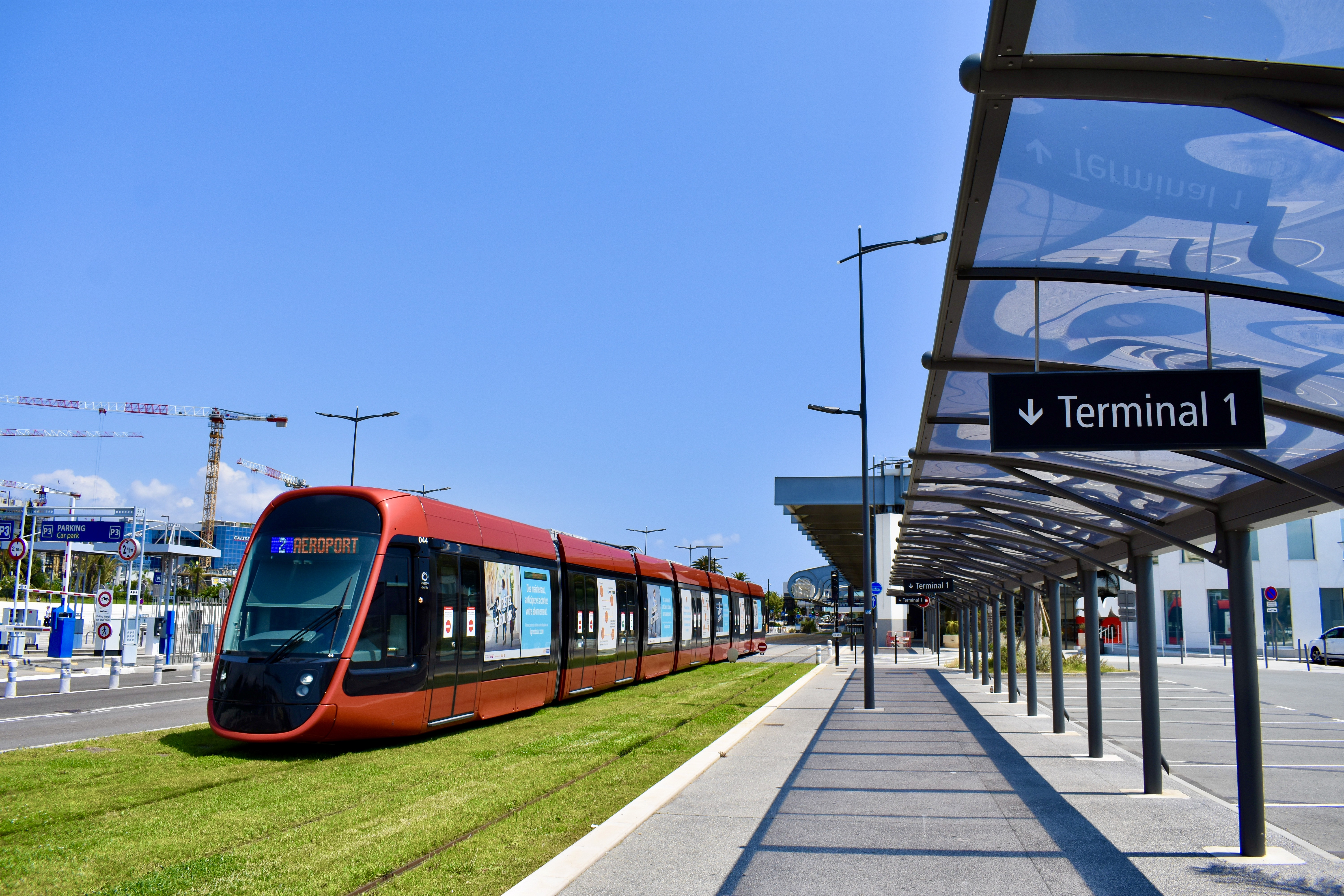
Straßenbahnlinie 2 am Flughafen

Die Erschließung durch die Straßenbahnlinie 2 erfolgte im Dezember 2018. In Richtung Innenstadt endet diese am Hafen (Station Port Lympia). Die Benutzung ist auf dem Streckenabschnitt zwischen den Haltestellen Grand Arénas, Aéroport Terminal 1 und Aéroport Terminal 2 kostenlos.

### Bus
Mehrere Stadt- und Regionalbuslinien verkehren an der Haltestelle Aéroport/Promenade, wenige Meter nördlich des Terminals 1, direkt an der berühmten Promenade des Anglais. Die Expressbuslinien 98 und 99 wurden im Zuge der Straßenbahnanbindung per Ende Juni 2019 eingestellt. Bei den Terminals 1 und 2 befinden sich jeweils Haltestellen für den Fernbusverkehr.

### Straße
Mit dem Auto ist der Flughafen über die Autoroute A 8 (La Provençale) zu erreichen. Der Flughafen liegt einen Kilometer entfernt von der Anschlussstelle Nr. 50 Nice – Promenade des Anglais.

### Helikopter
Der Flughafen verfügt über eine Hubschrauberverbindung. Die Flüge nach Cannes und Saint-Tropez werden mittels Hubschrauber^n angeboten. Regelmäßige Pendelflüge verbinden den Flughafen mit dem Héliport de Monaco.

## Lärmschutz

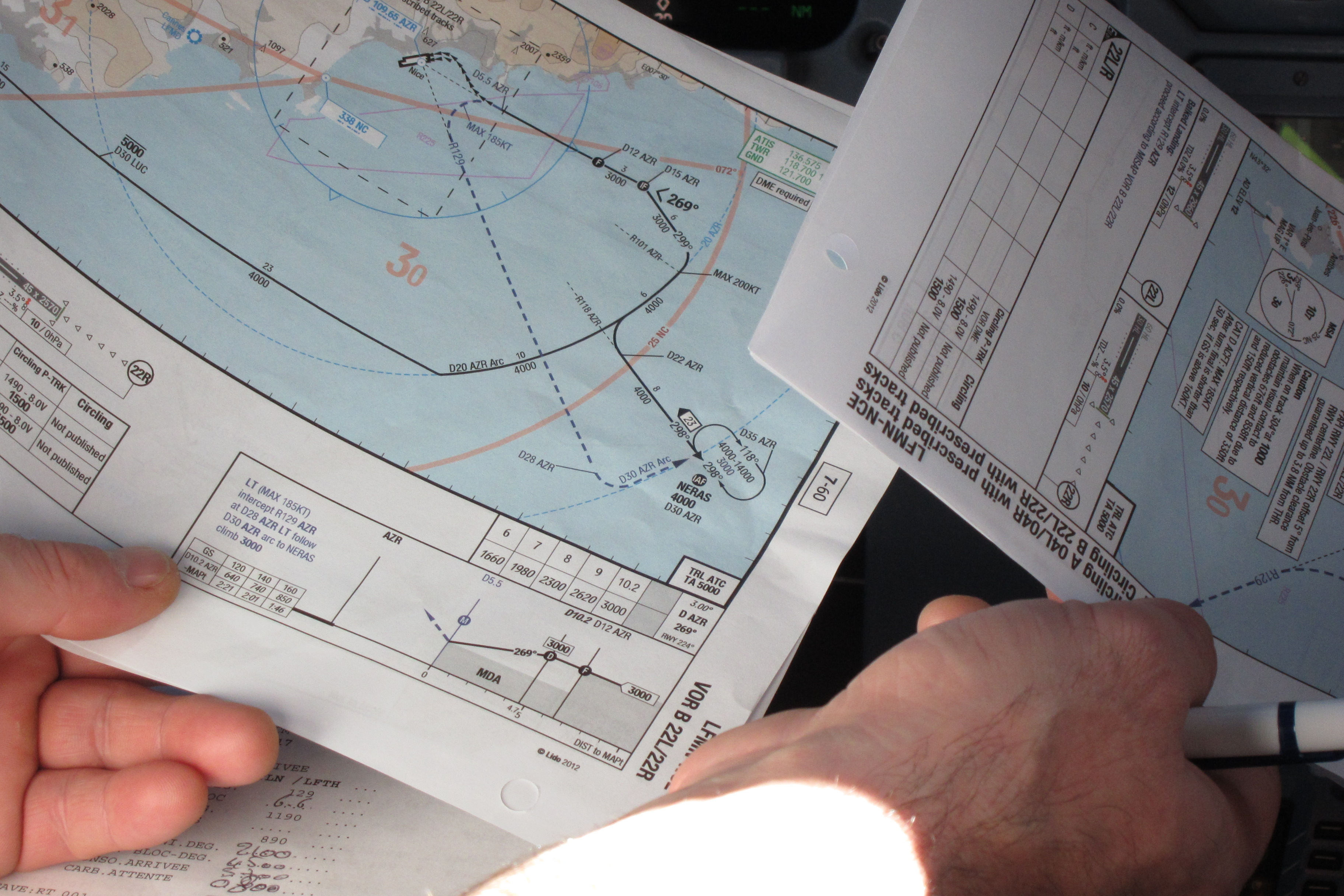
Navigationskarten zeigen eine Anflugroute über dem Meer

Zur Vermeidung von Fluglärm gelten am Flughafen Nizza einige besondere Regelungen: Bei Abflügen dürfen Landflächen prinzipiell nicht in einer Höhe von weniger als 5000 ft AGL überflogen werden. Beim Start von der Bahn 04R oder 04L wird unmittelbar nach dem Abheben eine 90-Grad-Kurve auf das offene Meer hinaus eingeleitet, bei Starts von Bahn 22R oder 22L wird ebenfalls noch über dem Meer bald nach Süden abgedreht. Auch die Anflugverfahren sehen ein Überfliegen von Landflächen bei Sichtflugbedingungen nicht vor, die Flugrouten verlaufen deshalb entlang der Küstenlinie östlich vom Cap d’Antibes bzw. westlich vom Cap Ferrat und dem Mont Boron jeweils über dem Wasser. Der Endanflug erfolgt dann erst in einem Abstand von knapp 2 NM (gut 3 km) vor der Landebahnschwelle bei Anflug auf Bahn 22R/22L bzw. etwa 3 NM (fünfeinhalb km) beim Anflug auf Bahn 04R/04L. Ausnahme ist der ILS-Anflug in Betriebsrichtung 04, hier wird bei entsprechenden Bedingungen, die einen Sichtflug nicht erlauben, über Antibes hinweg auf direkter Achse die Landebahn angesteuert.

## Abfertigungsgebäude
Der Flughafen verfügt über die beiden Terminals 1 und 2. Zwischen diesen verkehrt ein kostenloser Pendelbus, der auch dazwischen liegende Parkplätze bedient, sowie die ebenfalls kostenlos benutzbare Straßenbahnlinie 2.

## Besonderheiten
Nizza liegt direkt an der Mittelmeerküste und ist von Hügeln umgeben. Im Norden steigen die Berge steil an; an ihren Südflanken kann Thermik starke Aufwinde verursachen. 
Anflüge auf den Flughafen Nizza bei instabiler Wetterlage gelten, auch wegen kurzer Anflugwege und wechselnder Winde, als anspruchsvoller als Landungen auf anderen Flughäfen.

## Zwischenfälle
- Am 30. Oktober 1945 wurde eine Douglas DC-3/C-47A-70-DL der United States Army Air Forces (USAAF) (Luftfahrzeugkennzeichen 42-100829) bei Cuneo (Italien) in die Flanke eines Berges geflogen, als sie sich noch 75 Kilometer nordnordöstlich von ihrem Ziel, dem Flughafen Nizza befand. Die Maschine kam vom Flugplatz Neubiberg (Bayern). Durch diesen CFIT (Controlled flight into terrain) wurden alle 15 Insassen getötet.[6]

- Am 9. April 1949 überrollte eine Sud-Est SE.161/P7 Languedoc der Air France (F-BATU) bei der Landung auf dem Flughafen Nizza das Landebahnende und kollidierte mit einer Begrenzungsmauer. Das Flugzeug wurde irreparabel beschädigt. Alle 35 Insassen, fünf Besatzungsmitglieder und 30 Passagiere, überlebten den Unfall.[7]

- Am 3. März 1952 kurvte eine Sud-Est SE.161/P7 Languedoc (F-BCUM) der Air France gleich nach dem Start vom Flughafen Nizza nach links und nahm eine immer größer werdende Schräglage ein. Schließlich drehte sie sich auf den Rücken und stürzte etwa 1 Kilometer nördlich des Flughafens ab. Als Ursache wurde ein blockiertes Querruder ermittelt, welches durch eine abgesprungene Steuerkette an der Steuersäule des Kapitäns verursacht worden war. Dieser Aufbau der Steuerung wurde als Konstruktionsfehler festgestellt. Bei diesem schwersten Unfall einer Languedoc wurden alle 4 Besatzungsmitglieder und 34 Passagiere getötet.[8]

- Am 22. Oktober 1971 wurde eine Douglas DC-6B der französischen Europe Aéro Service (EAS) (F-BNUZ) bei einer sehr harten Landung auf dem Flughafen Nizza irreparabel beschädigt. Personen kamen nicht zu Schaden.[9]